# Свидя
Сви́дя (колишня назва — Свида) — село в Україні, у Черняхівській селищній територіальній громаді Житомирського району Житомирської області. Населення становить 335 осіб (2001).

## Історія
У 1923—54 роках — адміністративний центр Свидянської сільської ради Потіївського району.

## Пам'ятки

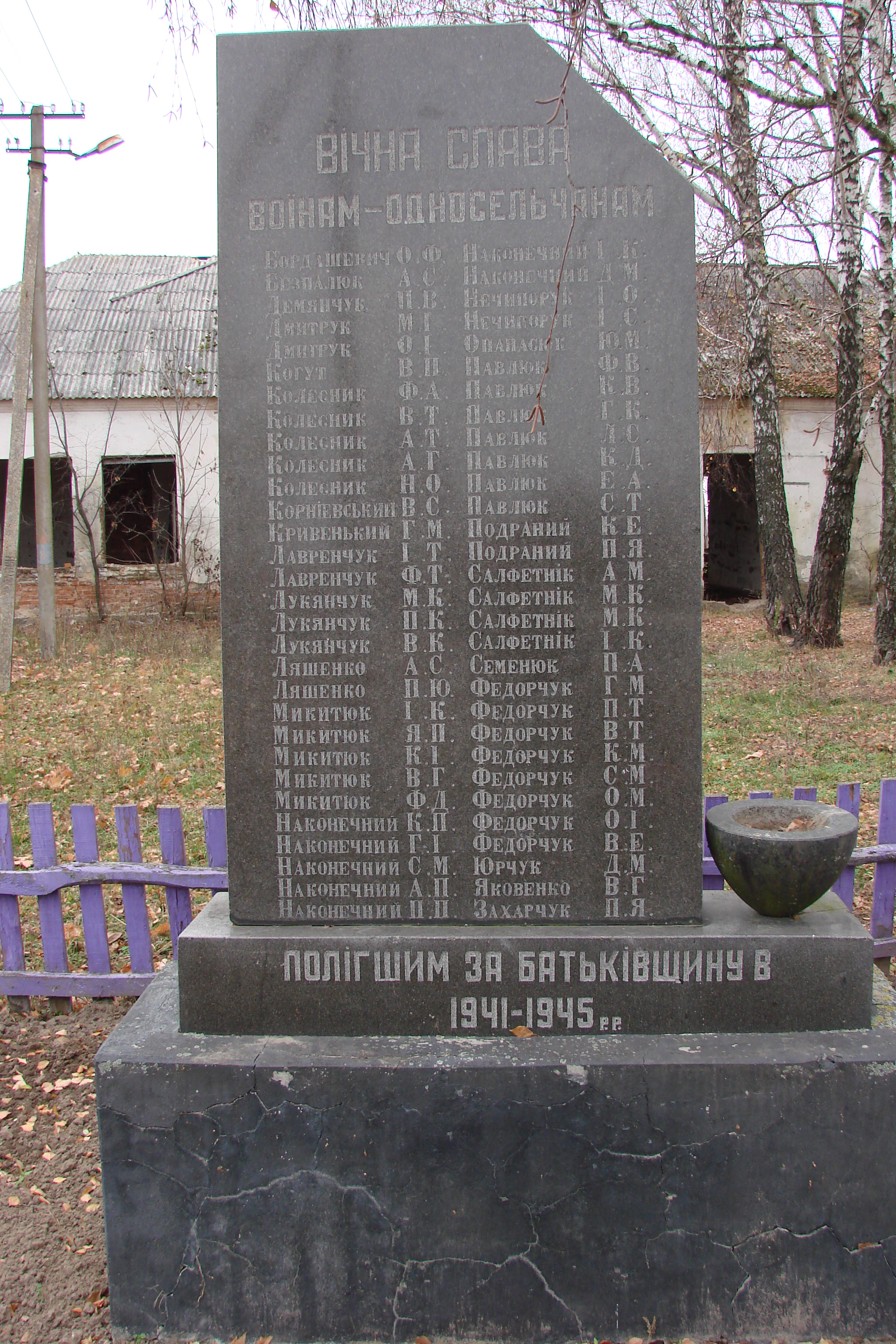
Пам'ятник воїнам-односельчанам
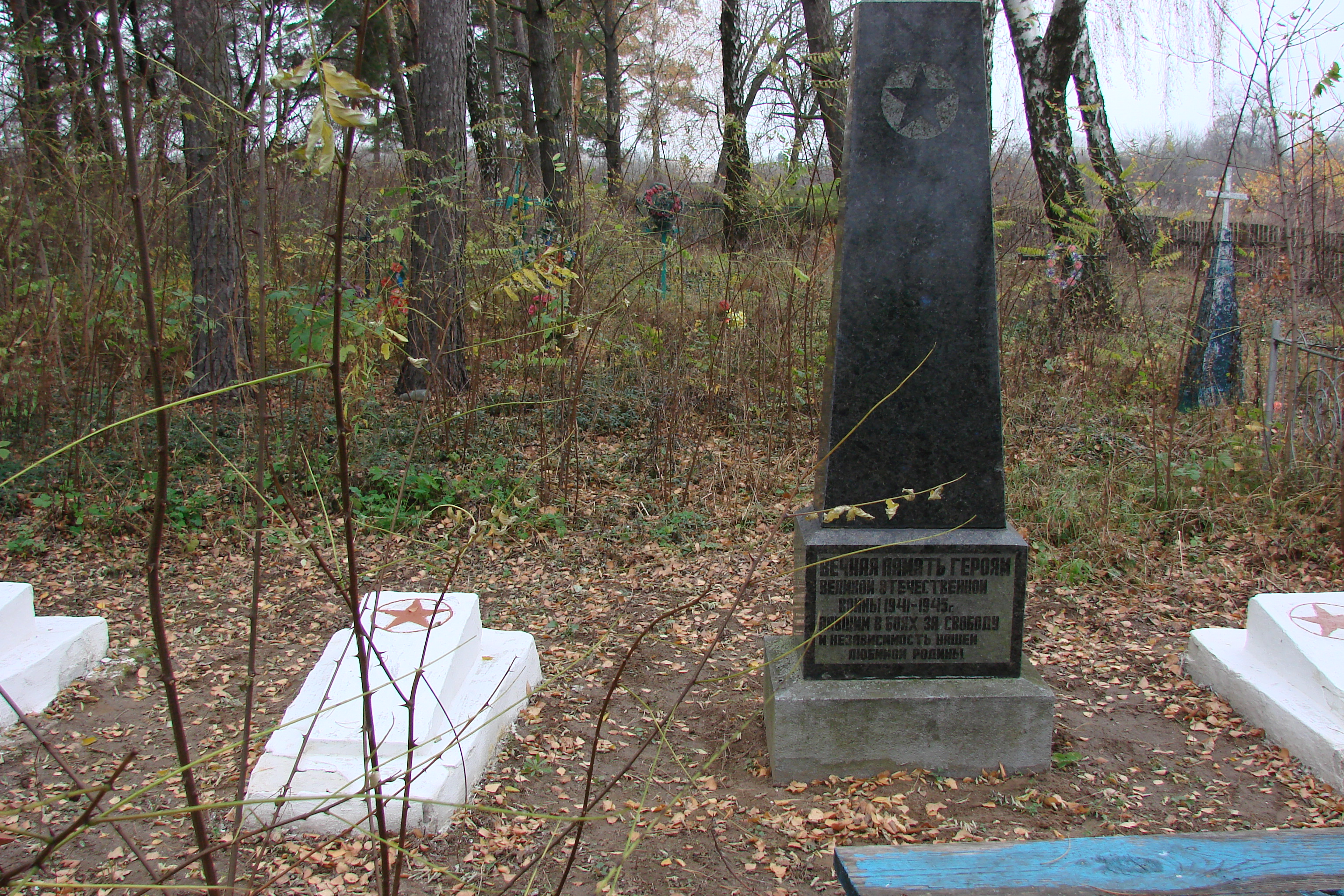
Братська могила радянських воїнів